# Skying (álbum)
Skying es el tercer álbum de estudio de la banda británica The Horrors. Salió a la venta el 11 de julio de 2011 en el Reino Unido y el 9 de agosto de 2011 en EE. UU. bajo el sello de XL. Grabado por la banda en su estudio de Londres, es el primer disco de la banda producido por ellos mismos.
En la iTunes Store de Japón se lanzó la versión de Skying con dos remixes exclusivos; el primero de You Said  y el segundo de Changing the Rain.
Mientras que en la iTunes Store de EE. UU. se lanzó la versión de Skying con el remix de Wild Eyed hecho por Andrew Weatherall.

## Lista de canciones
| N.º | Título                  | Duración |  |
| 1.  | «Changing the Rain»     | 4:36     |  |
| 2.  | «You Said»              | 4:51     |  |
| 3.  | «I Can See Through You» | 4:22     |  |
| 4.  | «Endless Blue»          | 5:15     |  |
| 5.  | «Dive In»               | 4:56     |  |
| 6.  | «Still Life»            | 5:26     |  |
| 7.  | «Wild Eyed»             | 4:09     |  |
| 8.  | «Moving Further Away»   | 8:39     |  |
| 9.  | «Monica Gems»           | 4:33     |  |
| 10. | «Oceans Burning»        | 7:54     |  |

- Datos: Q3285529